# Résolvante
Ne doit pas être confondu avec Résolvante d'un système différentiel linéaire.
Soit A un opérateur linéaire (non nécessairement continu) défini sur un espace de Banach. Pour tout nombre complexe λ tel que (λ I – A)–1 existe et est continu, on définit la résolvante de A par :
L'ensemble des valeurs de λ pour lesquelles la résolvante existe est appelé l'ensemble résolvant, noté ρ(A). Le spectre σ(A) est le complémentaire de l'ensemble résolvant : σ(A) = ℂ \ ρ(A).